# Machadobelba tanzica
Machadobelba tanzica är en kvalsterart som beskrevs av Sandór Mahunka 1988. Machadobelba tanzica ingår i släktet Machadobelba och familjen Machadobelbidae. Inga underarter finns listade i Catalogue of Life.